# انتخابات الرئاسة الكرواتية 2009-2010
انتخابات الرئاسة الكرواتية 2009-2010 هي الانتخابات الرئاسية التي جرت في 2010، في كرواتيا، لانتخاب رئيس كرواتيا، فاز بالانتخابات إيفو يجوسيبوفيتش.

## المرشحين
| المرشح           | الحزب | عدد الأصوات |
| ---------------- | ----- | ----------- |
| إيفو يجوسيبوفيتش |       |             |